# James Lindesay-Bethune, 16. Earl of Lindsay

Wappen der Earls of Lindsay

James Randolph Lindesay-Bethune, 16. Earl of Lindsay (* 19. November 1955) ist ein schottischer Politiker (Conservative Party), Mitglied des House of Lords und war 1995 bis 1997 parlamentarischer Unterstaatssekretär für Schottland.

## Familie
Er ist der Sohn von David Lindsay, 15. Earl of Lindsay und dessen erster Frau Mary Douglas-Scott-Montagu. Am 2. März 1982 heiratete er Diana Mary Chamberlayne-Macdonald. Aus der Ehe sind fünf Kinder hervorgegangen:
- Lady Frances Mary Lindesay-Bethune (* 1986)
- Lady Alexandra Penelope Lindesay-Bethune (* 1988)
- William Wolf Lindesay-Bethune, Viscount Garnock (* 1990)
- Hon. David Nigel Lindesay-Bethune (* 1993) ⚭ Katherine O’Connor
- Lady Charlotte Diana Lindesay-Bethune (* 1993) ⚭ Prinz Jaime von Bourbon-Sizilien, Herzog von Noto (* 1992)

## Ausbildung
Er besuchte das Eton College und studierte danach an der University of Edinburgh und der University of California, Davis.

## Adelstitel und Politik
1985 bis 1989 führte er den Höflichkeitstitel Viscount Garnock.
Beim Tod seines Vaters 1989 erbte er dessen Adelstitel Earl of Lindsay, die nachgeordneten Titel Viscount of Garnock, Lord Lindsay of The Byres, Lord Parbroath und Lord Kilbirny and Drumry, sowie den mit den Titeln verbundenen erblichen Sitz im Oberhaus. 1994 bis 1995 war er stellvertretender Vorsitzender des Inter-Party Union Committee on Environment. 1995 bis 1997 war er parlamentarischer Unterstaatssekretär für Schottland und in dieser Zeit für Landwirtschaft, Fischerei und Umweltschutz verantwortlich. Beim Inkrafttreten des Oberhausreform 1999 wurde er als einer der Peers gewählt, die ihren Sitz im Oberhaus behalten durften.